# 蓮湖区
蓮湖区（れんこ-く）は、中華人民共和国陝西省西安市に位置する市轄区。

## 行政区画
- 街道:青年路街道、北院門街道、北関街道、紅廟坡街道、環城西路街道、西関街道、土門街道、桃園路街道、棗園街道